# Тышкевич, Пий
Граф Пий Тышке́вич (1756, Вильно — 6 июня 1858, Логойск) — польско-литовский магнат, почётный член Виленской археологической комиссии, маршалок (предводитель) шляхты (дворянства) Борисовского уезда (1814—1820).

## Биография
Представитель логойской линии польско-литовского магнатского рода Тышкевичей герба «Лелива»; граф на Логойске и Бердичеве. Сын генерал-майора польских войск Фелициана Тышкевича. Старший брат — Доминик Тышкевич (1754—1813), маршалок шляхты Борисовского уезда (1807—1811). 
Получил хорошее домашнее образование, затем учился в Минске. В 1794 году принимал участие в польском восстании под предводительством Тадеуша Костюшко.
Посвятил себя хозяйственной деятельности, укреплению экономической рентабельности своих поместий. В 1815 году построил в Логойске новый усадебный дом в стиле ампир. Много сделал для возрождения и умножения культурного наследия. Продолжал писать хронику рода, существенно пополнил художественную галерею и библиотеку Тышкевичей. Исправно вел архив графства. 
Одаренный музыкально, граф Пий Тышкевич организовывал камерные концерты. Играл на скрипке и популярной в те времена немецкой файцы[что?]. Дожил до ста лет.

## Семья и дети
Был дважды женат. Его первой женой стала Людвика Сераковская (1782—1803), от брака с которой не имел потомства. Вторично женился на Августе Брёле-Плятер (ум. 1834). Дети: Константин, Флориан, Евстафий и Паулина.